# VERB
GLAY的第38張單曲，普通盤有發行台壓版

## 簡介
- 到這張為止，共23張單曲獲得單曲榜冠軍。
- 分為『初回限定盤』和『普通盤』2種版本，『初回限定盤』則是CD+DVD版本，普通盤有發行台壓版。
- VERB為『音樂戰士MUSIC FIGHTER』主題曲。

## 收錄曲目

### 初回限定盤

#### CD
1. VERB
2. -VENUS
3. WITH OR WITHOUT YOU

#### DVD
1. STAERLESS NIGHT from GLAY HIGHCOMMUNICATIONS TOUR 2007-2008
2. VERB (Music Video)

### 通常盤
1. VERB
2. STARLESS NIGHT
3. WITH OR WITHOUT YOU